# Isaac Kübler
Pour les articles homonymes, voir Kübler.
Isaac Kübler est un orfèvre actif à Strasbourg au XVIIIe siècle.

## Biographie

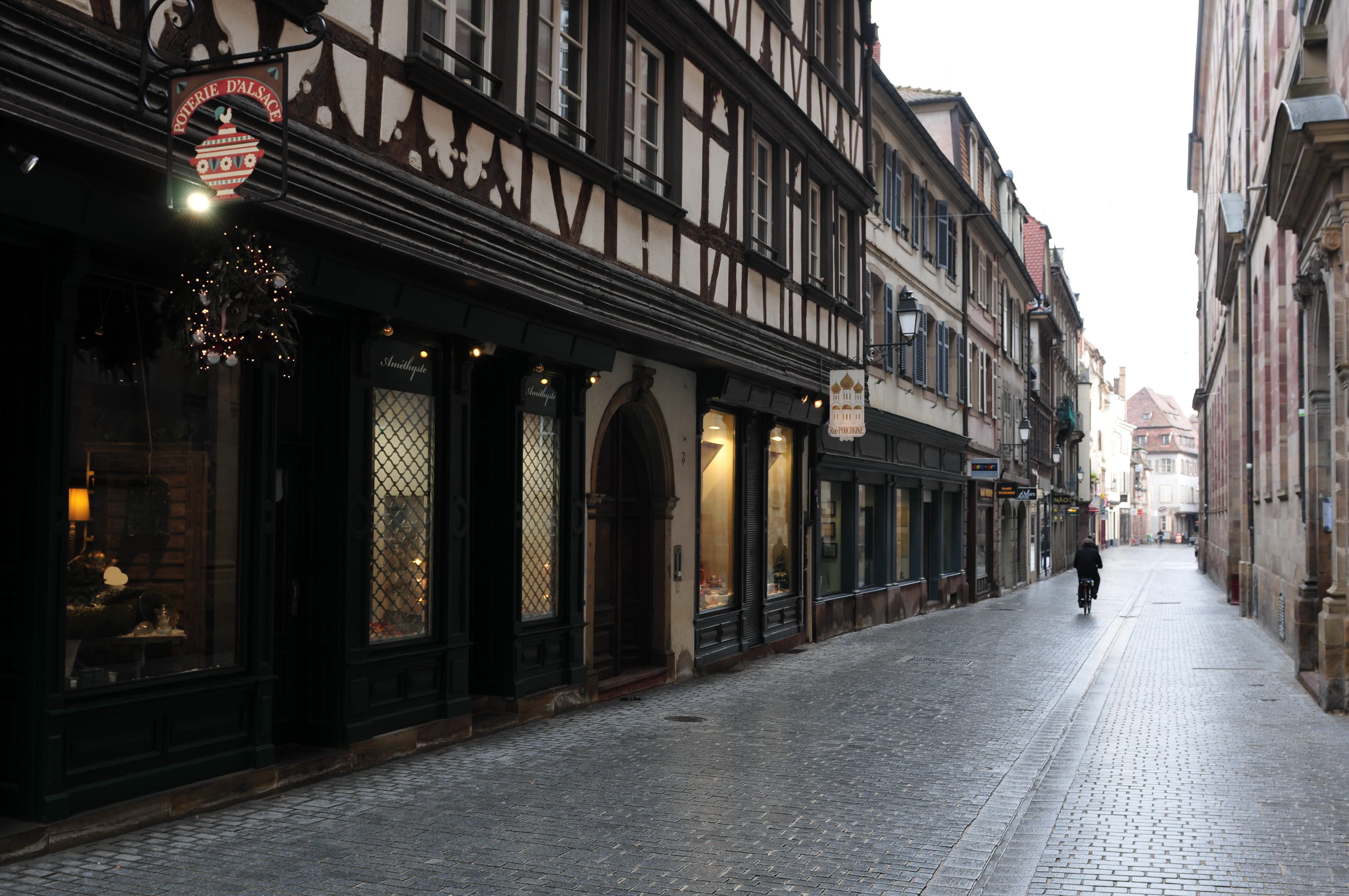
À gauche, la maison à colombages du 3, rue des Frères.

Lui-même fils d’orfèvre, Isaac Kübler entre en apprentissage chez un autre orfèvre, Jean Philippe Kraemer, le 13 mars 1753. Le certificat de fin d’apprentissage est délivré le 5 avril 1757. Selon le Protocole de la tribu de l’Échasse (XI 104), il rejoint la corporation le 4 juin 1763.
Reçu maître en 1763, il épouse la même année Marie Salomé Reuchlin, fille du chirurgien (barbier) Jean Reuchlin. Le mariage est célébré à l'église luthérienne du Temple-Neuf à Strasbourg.
En 1772 le couple acquiert une maison vendue aux enchères au 3, rue des Frères à Strasbourg.
Marie Salomé meurt en novembre 1773. En 1781 Isaac Kübler revend la maison à un cordonnier.

## Œuvre

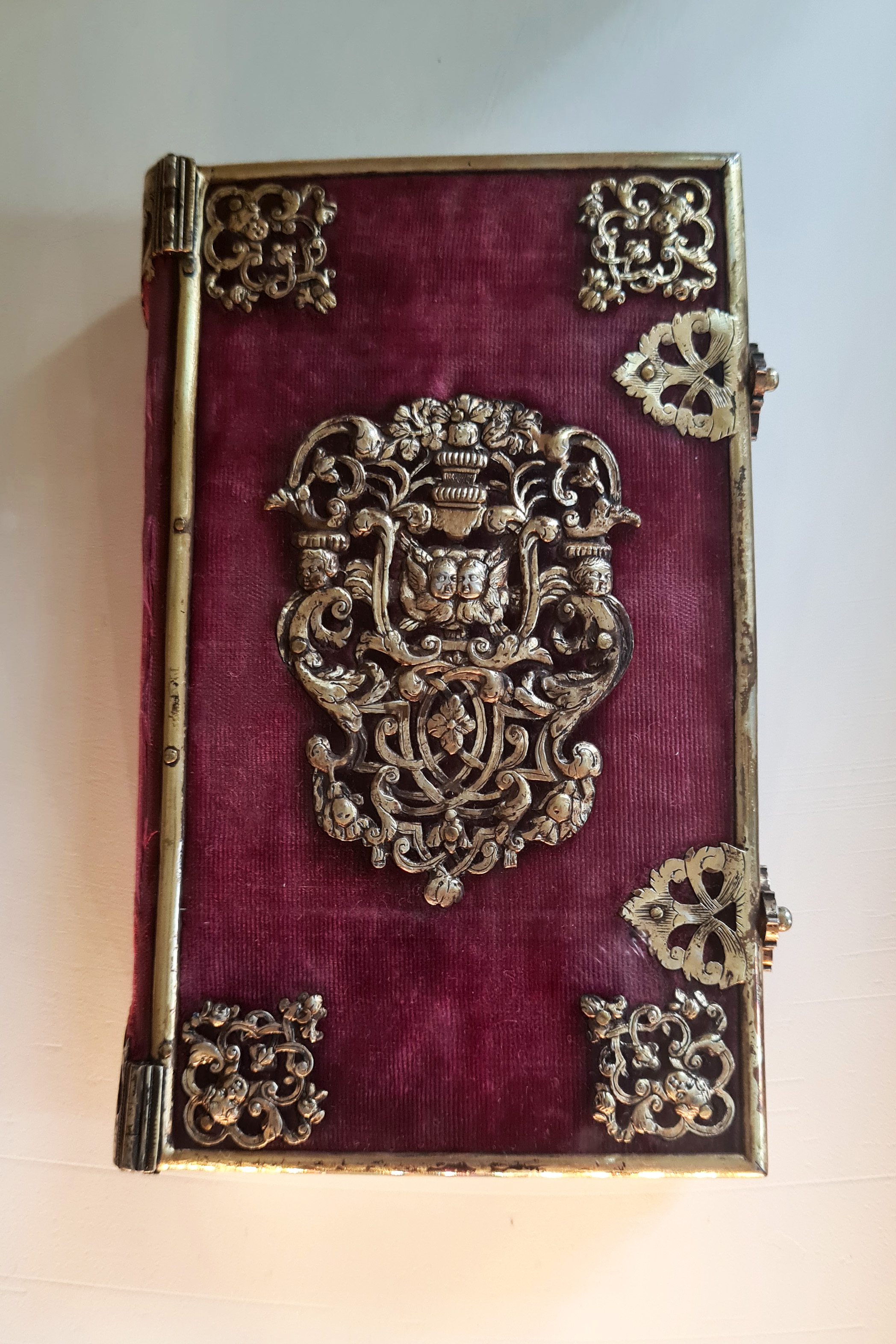
Reliure d'orfèvrerie vers 1775.

Le musée des Arts décoratifs de Strasbourg détient une reliure d'orfèvrerie de velours de soie cramoisi avec encadrements d’argent doré pour les plats, réalisée vers 1774-1777 pour un livre de cantiques imprimé par Jonas Lorenz, imprimeur-libraire à Strasbourg.
Le maître d'apprentissage d'Isaac Kübler, Jean Philippe Kraemer, était un spécialiste des reliures d'orfèvrerie, des objets typiquement strasbourgeois, dont la mode dura du XVIIe siècle jusque vers 1730.
De fait, pour ce livre de cantiques d'Isaac Kübler, l'élégante composition décorative de l’applique (arabesques, atlantes au corps feuillagé, corbeille de fleurs, guirlande de fruits, têtes de séraphins) évoque le XVIIe siècle, alors que sa réalisation date du dernier quart du XVIIIe siècle.